# Hispano-Alemán

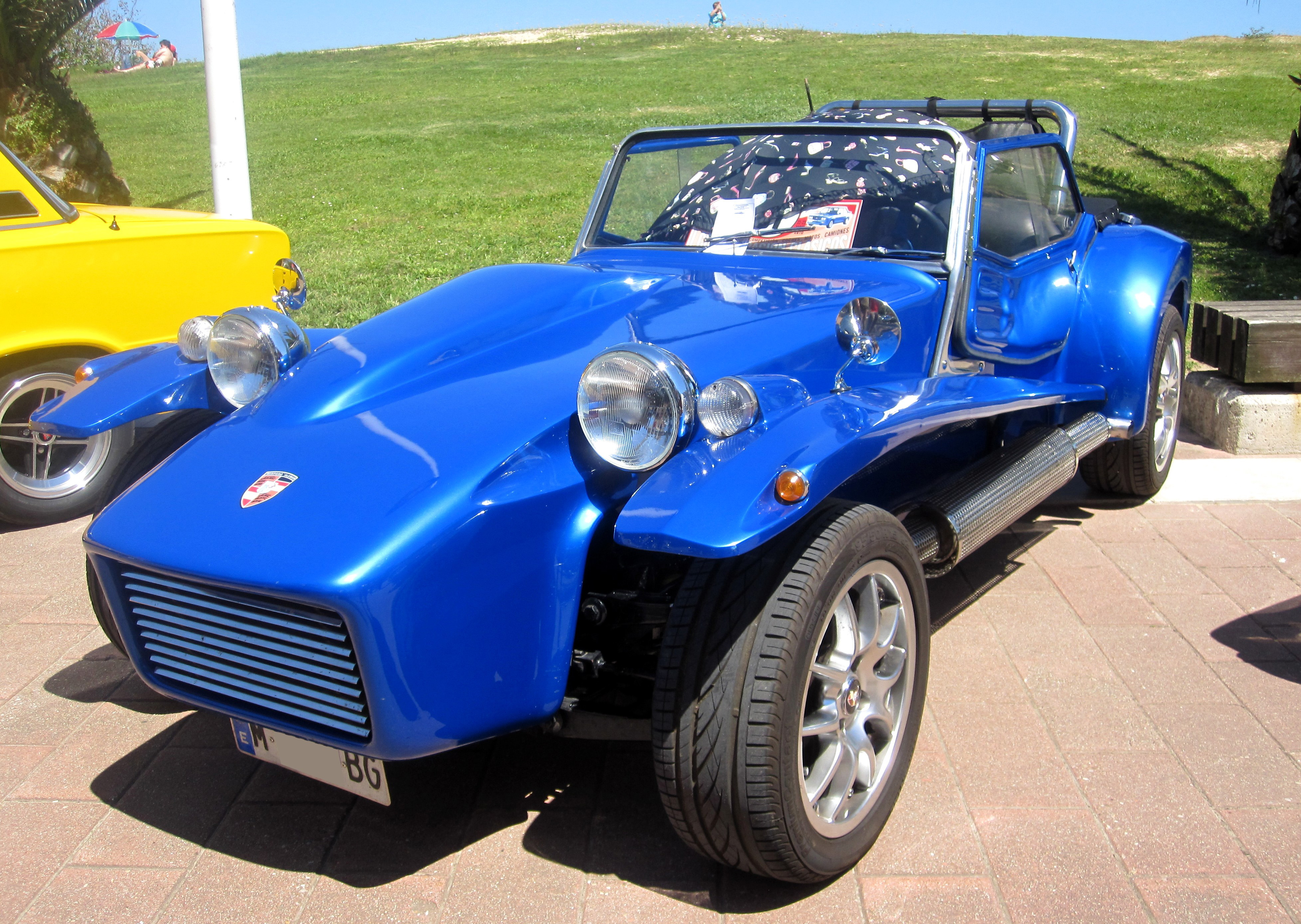
Hispano-Alemán Mallorca

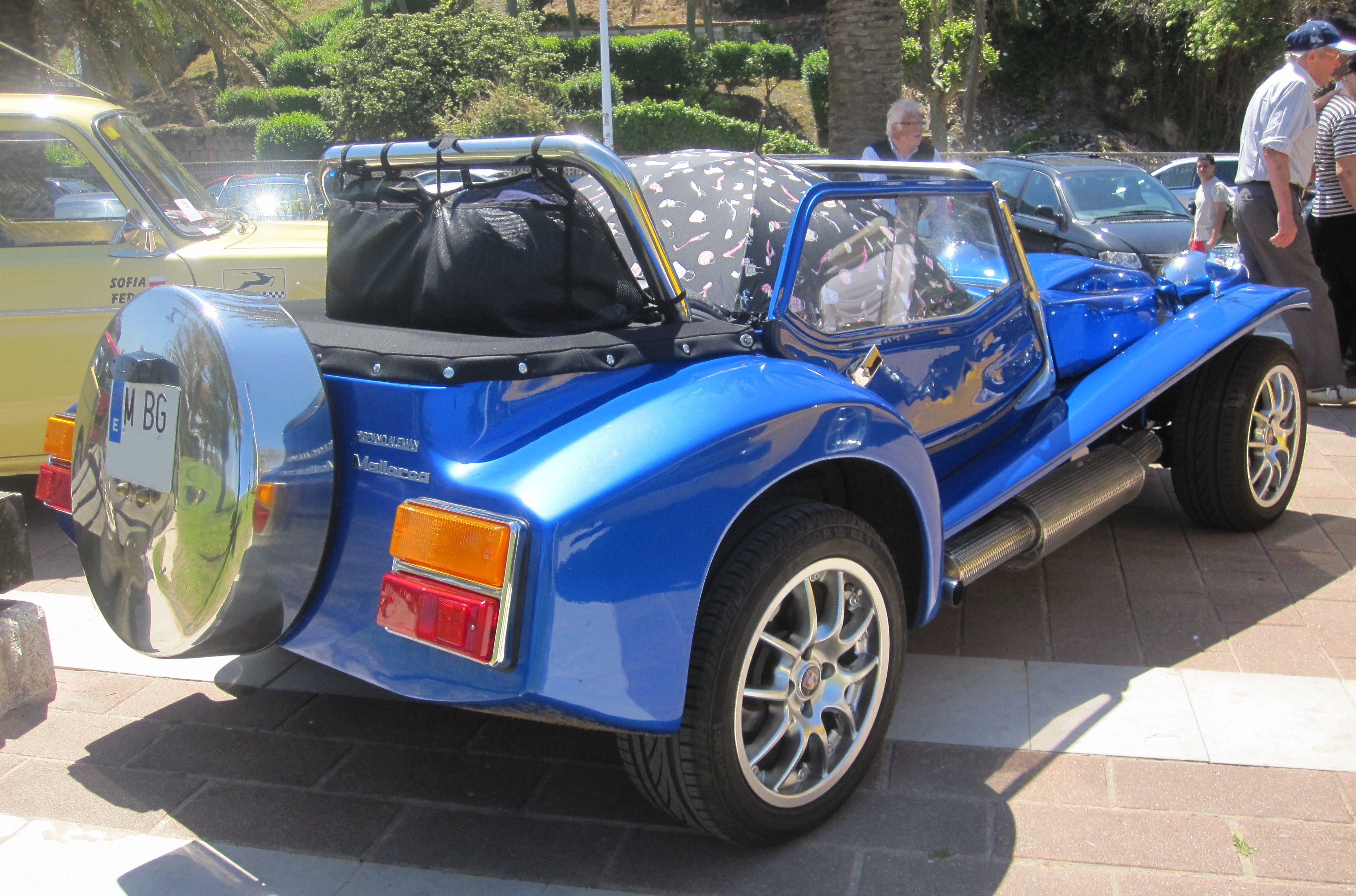
Heckansicht

Hispano-Alemán war eine spanische Automarke.

## Unternehmensgeschichte
Das Madrider Unternehmen Automóviles Hispano-Alemán SA der spanischen BMW-Vertretung unter Leitung von Ben Heydrich begann 1970 oder 1971 mit der Produktion von Automobilen. 1976 wurde die Produktion eingestellt.

## Fahrzeuge
Es wurden überwiegend Replikas hergestellt. Das Modell Mallorca ähnelte dem Lotus Seven, der Castilla dem Lotus Europa und der 328 dem BMW 328. Außerdem wurde auf Basis eines VW-Porsche 914/6 ein Exemplar des Vizcaya mit eigenständiger Karosserie hergestellt.
Ein Fahrzeug dieser Marke ist im Museo de Coches Antiguos Hermanos del Val in Andújar zu besichtigen.
Ein erhaltener Mallorca von 1975 wurde 2015 auf einer Auktion mit einem Schätzpreis von 9.900 bis 12.900 Euro angeboten, aber nicht versteigert.